# Mesitornis unicolor
La mesena bruna o mesite bruno (Mesitornis unicolor (Des Murs, 1845)), è un uccello terricolo della famiglia dei Mesitornithidae, endemico del Madagascar.

## Descrizione
La mesena bruna è un uccello terricolo di medie dimensioni, spesso descritto come simile ad un rallo (una famiglia in cui talvolta i mesite vengono classificati). Questa specie ha la faccia chiara, segnata solamente da un anello oculare glabro leggermente contrastante intorno ad un occhio piuttosto grosso e da una striscia bianca variabile dietro l'occhio. Ha un corto becco diritto. Le regioni superiori dell'uccello sono bruno rossastre, quelle inferiori sono marroncine, prive di bande o chiazze.

## Biologia
Vive nelle foreste umide; si sposta lentamente nel sottobosco, sopra la lettiera di foglie cadute, alla ricerca di piccoli invertebrati da mangiare. Il suo ambiente preferito è costituito da foreste decidue indisturbate, dal livello del mare fino a 1100 metri.
Questi uccelli non sono distribuiti uniformemente, sono molto vulnerabili e preferiscono vivere nelle foreste di pianura, dove sono soggetti ad una maggiore pressione umana. Sono molto sensibili ai vari disturbi e nelle loro dimore forestali sono minacciati dal disboscamento e dagli incendi boschivi.

## Distribuzione e habitat
Mesitornis unicolor
     Mesitornis variegatus
     Monias benschi

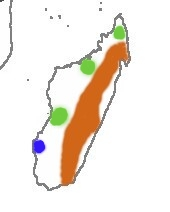
Areale di
Mesitornis unicolor
Mesitornis variegatus
Monias benschi

Delle 3 specie di Mesitornithidae, Mesitornis unicolor è quella con l'areale più ampio: popola infatti la foresta pluviale del versante orientale del Madagascar, dal nord al sud dell'isola.